# Mesochorus svenssoni
Mesochorus svenssoni är en stekelart som beskrevs av Schwenke 1999. Mesochorus svenssoni ingår i släktet Mesochorus och familjen brokparasitsteklar. Arten är reproducerande i Sverige. Inga underarter finns listade i Catalogue of Life.